# 1144

## Události
- založeny cisterciácké kláštery Plasy a Pomuk
- Edessa opět dobyta muslimy

## Narození
- ? – Bohemund III. z Antiochie, kníže Antiochie († 1201)

## Úmrtí
- 8. března – Celestýn II., papež (* ?)
- 27. července – Salomena z Bergu, polská kněžna jako druhá manželka polského knížete Boleslava III. Křivoústého (* 1093/1101)
- ? – Berenguer Ramon I. Provensálský, provensálský hrabě (* 1115)

## Hlavy států
- České knížectví – Vladislav II.
- Svatá říše římská – Konrád III.
- Papež – do 8. března Celestýn II., od 9. března Lucius II.
- Anglické království – Štěpán III. z Blois
- Francouzské království – Ludvík VII.
- Polské knížectví – Vladislav II. Vyhnanec
- Uherské království – Gejza II.
- Kastilské království – Alfonso VII. Císař
- Rakouské markrabství – Jindřich II. Jasomirgott
- Byzantská říše – Manuel I. Komnenos